# Elisabetta Sirani

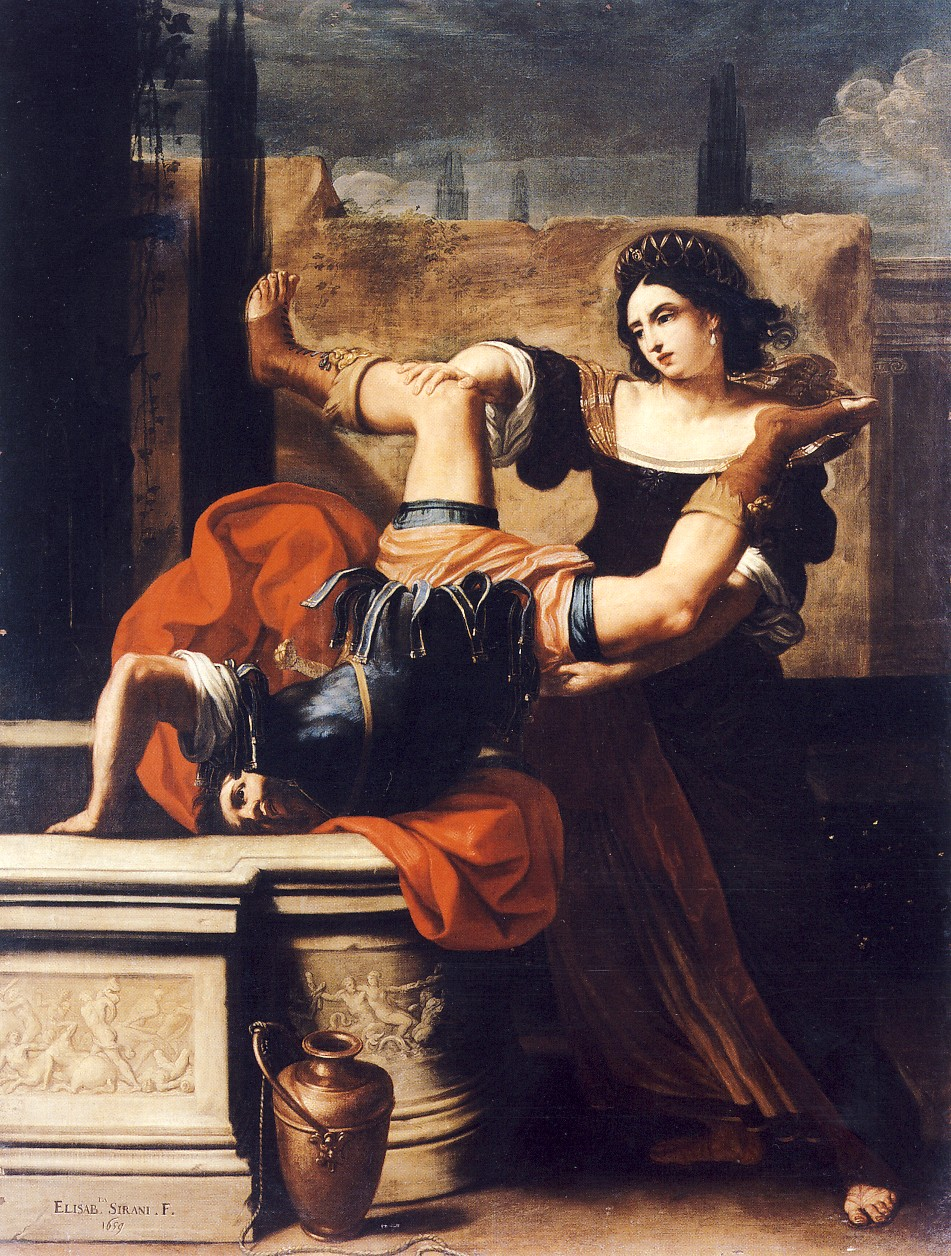
Timokleia gooit de Thrakische kapitein in de put, 1659 (Sirani geeft hier weer hoe de Thebaanse Timokleia wraak nam op haar verkrachter, naar een compositie van Matthäus Merian)

Elisabetta Sirani (Bologna, 8 januari 1638 — aldaar, 28 augustus 1665) was een Italiaans kunstschilderes. Ze wordt beschouwd als een van de belangrijkste vrouwelijke kunstenaressen uit de zeventiende eeuw.

## Leven
Sirani werd samen met twee jongere zussen opgeleid door haar vader, een welgesteld kunsthandelaar die tevens kunstschilder was en volgeling van Guido Reni. Daarnaast kreeg ze les in humanistische vakken en bekwaamde ze zich in de muziek. Vanaf haar zeventiende schilderde ze in opdracht, waarbij ze haar werken verkocht via de onderneming van haar vader. Haar roem als vrouwelijk kunstenares steeg snel in het progressieve Bologna en ze kreeg opdrachten van vooraanstaande personen, waaronder Cosimo III de' Medici.
Door de snelheid en vaardigheid waarmee Sirani in hoog tempo haar werken creëerde, werd ze er door haar mannelijke rivalen van beschuldigd te worden geassisteerd tijdens het schilderen. Om deze beschuldigingen te ontkrachten nodigde ze op 13 mei 1664 diverse hoogwaardigheidsbekleders uit om er getuige van te zijn hoe ze in korte tijd een portret van prins Leopoldo de' Medici schilderde.
In 1665 kwam Sirani plotseling te overlijden, 27 jaar oud. Al snel gingen er geruchten over zelfmoord ten gevolge van liefdesverdriet (Sirani was ongehuwd) en zelfs vergiftiging door een dienstmeid (haar vader stelde een vrouwelijke bediende in staat van beschuldiging, maar zette de rechtszaak vanwege gebrek aan bewijzen niet door). Tegenwoordig wordt aangenomen dat de doodsoorzaak een maagzweer is geweest.

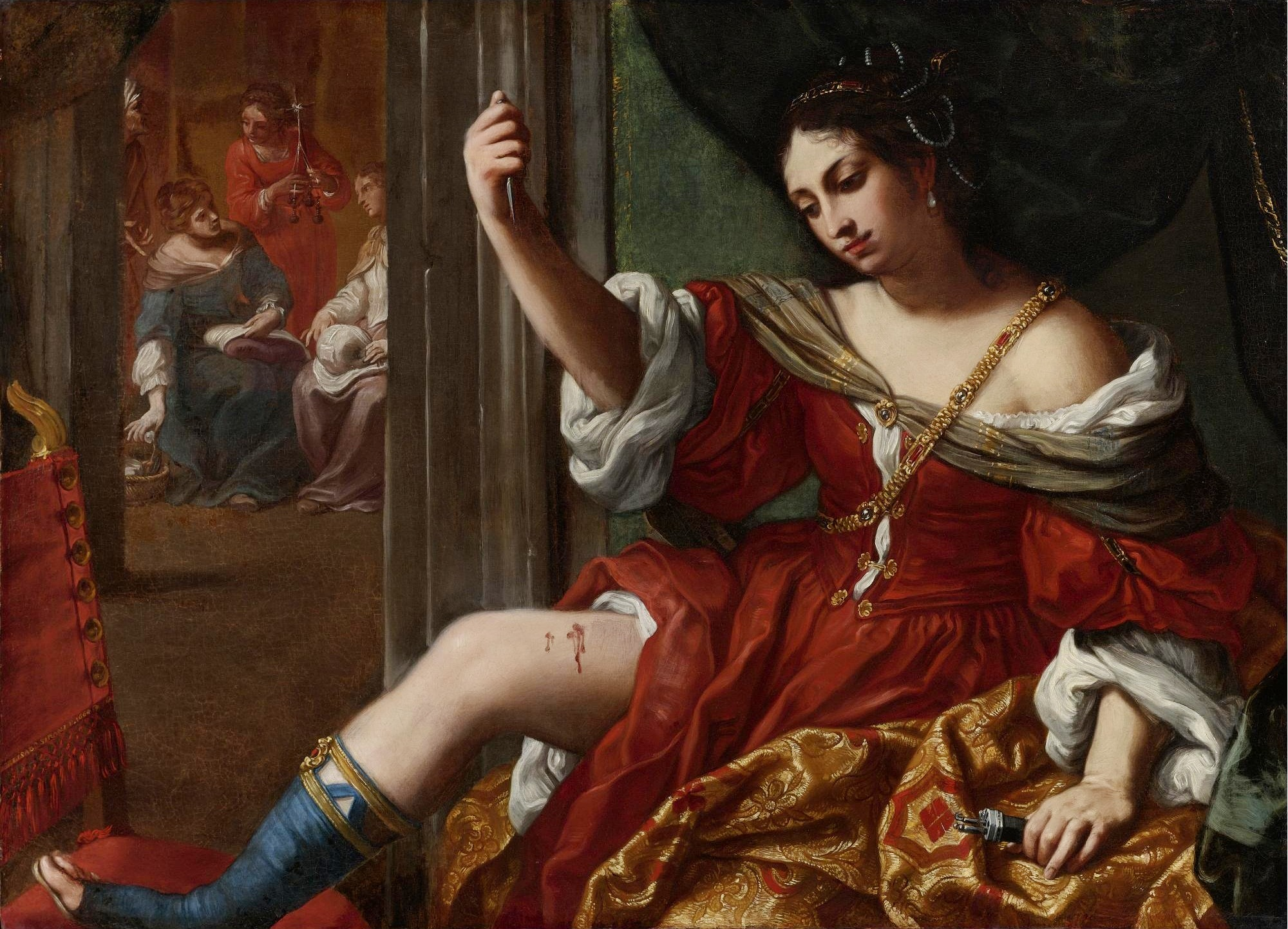
Portia verwondt haar dij, 1664

Sirani werd onder grote belangstelling begraven in de Basiliek van San Domenico in haar geboortestad in dezelfde kapel waar ook Guido Reni begraven lag. Het onderstreept de brede waardering die ze genoot in een door mannen gedomineerde kunstenaarswereld.

## Werk
Sirani's werk werd beïnvloed door de Bolognese schilderschool, met Guido Reni en Francesco Albani als belangrijkste exponenten. Haar werk kenmerkt zich door een elegant en verfijnd classicisme. Thematisch vond ze haar inspiratie vaak in Bijbelse- en mythologische verhalen, waarmee ze uitstekend bekend was. Ook werkte ze regelmatig vanuit haar verbeelding. Veelal maakte ze portretten, overwegend van sterke of bewonderenswaardige vrouwen.
Sirani geldt als een typisch vertegenwoordigster van de barok, met name op grond van haar directe aanpak en lyrische kwaliteiten. Deze komen vooral tot uitdrukking in het contrasterend gebruik van licht en schaduw en de nadruk op dramatiek in de bewegingen. Haar werken vallen op door een persoonlijke betrokkenheid, waarin ze veel gevoel voor tederheid legt. Haar penseelvoering kan virtuoos worden genoemd, haar kleurgebruik heeft iets zinnelijks.
Werk van Sirani is te zien in de grootste musea ter wereld, waaronder het Louvre in Parijs en het Metropolitan Museum of Art in New York. Het Teylers Museum te Haarlem bezit enkele tekeningen en gravures van haar hand.

## Galerij

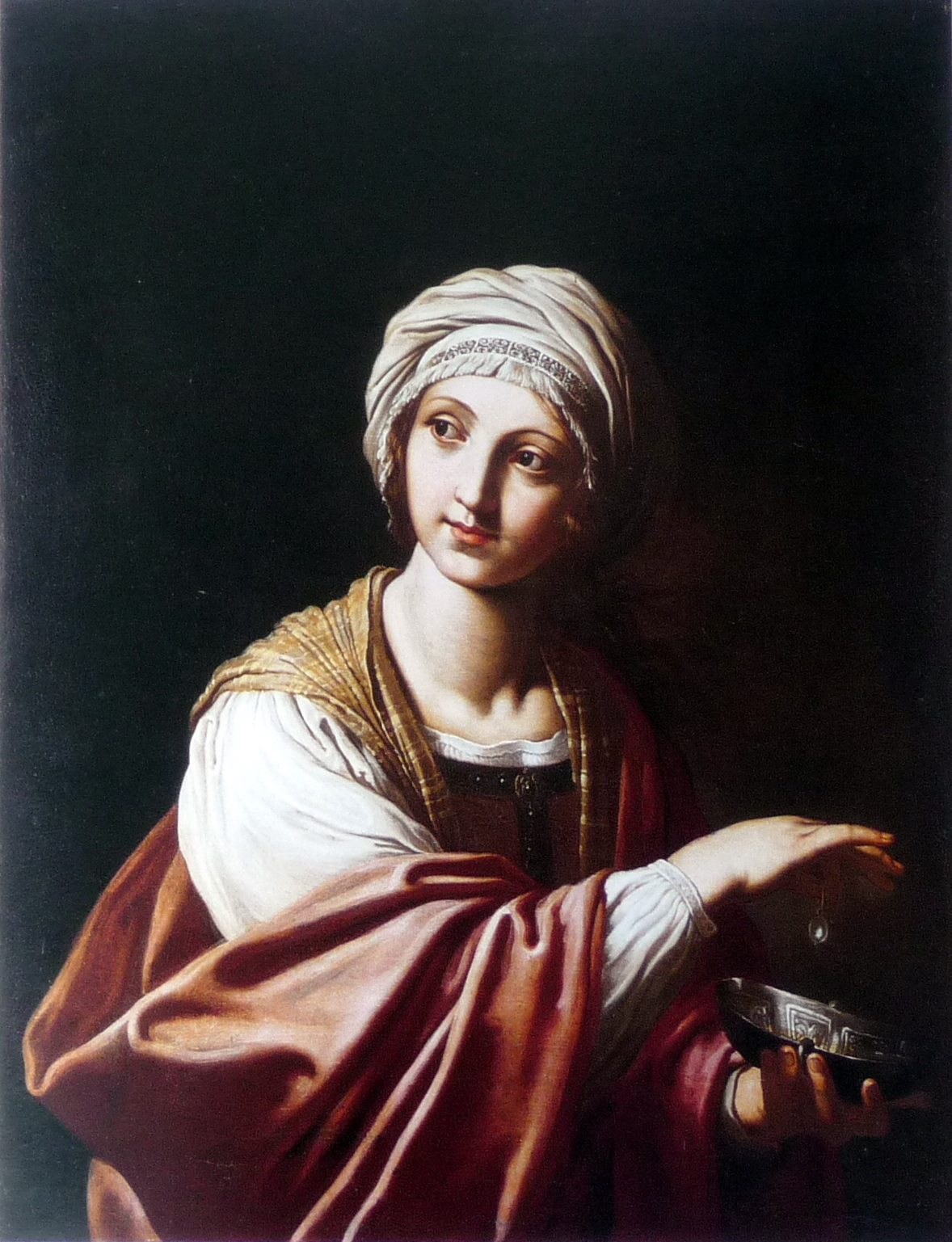
Cleopatra
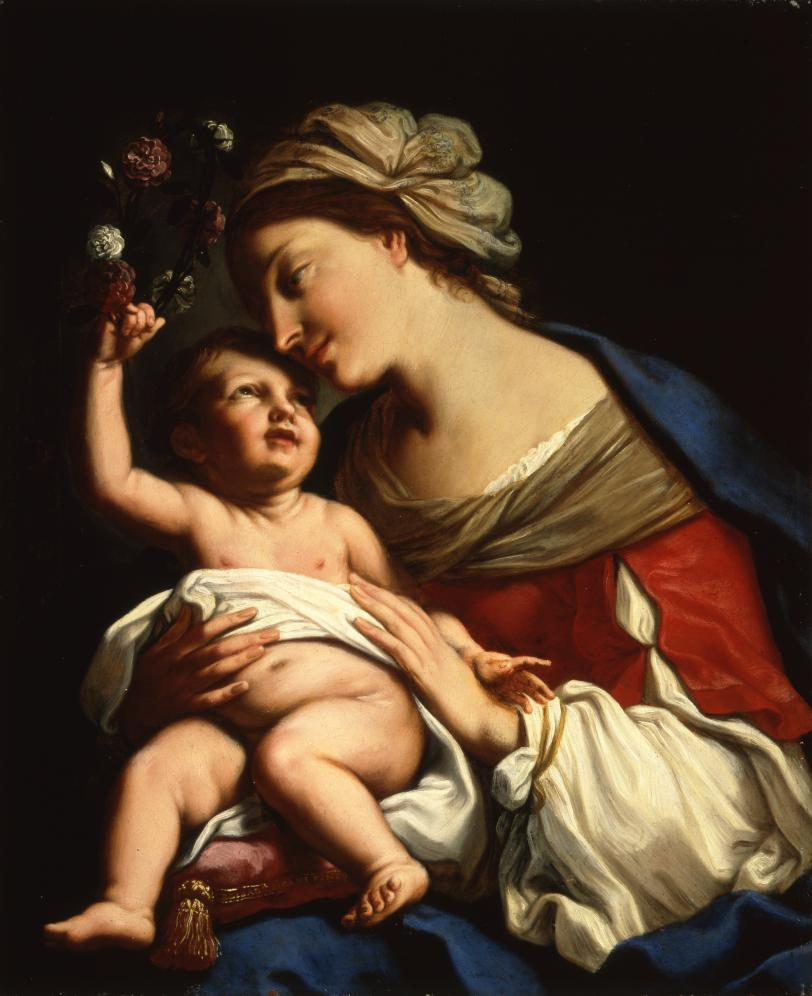
Maria en kind
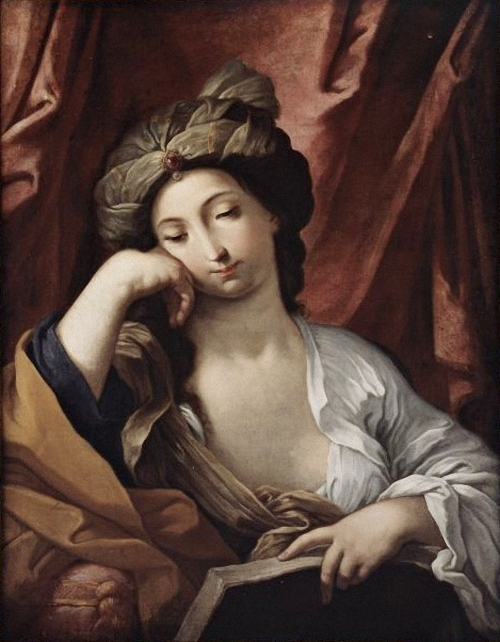
Sibilla
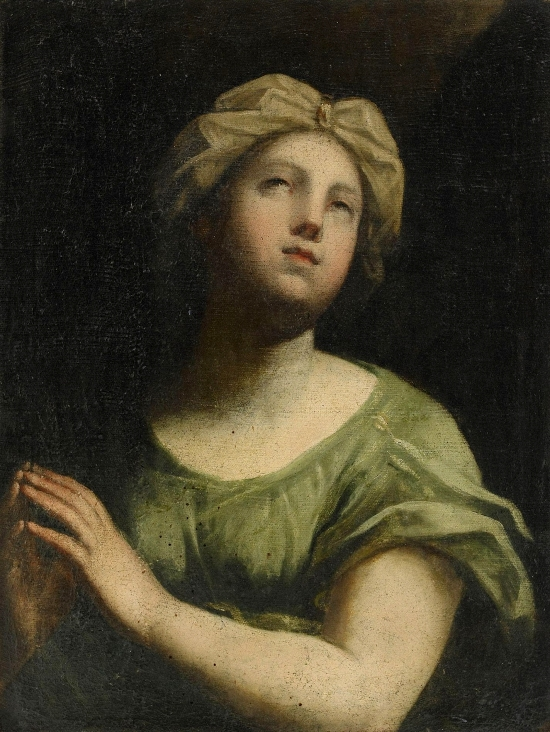
St. Cecilia
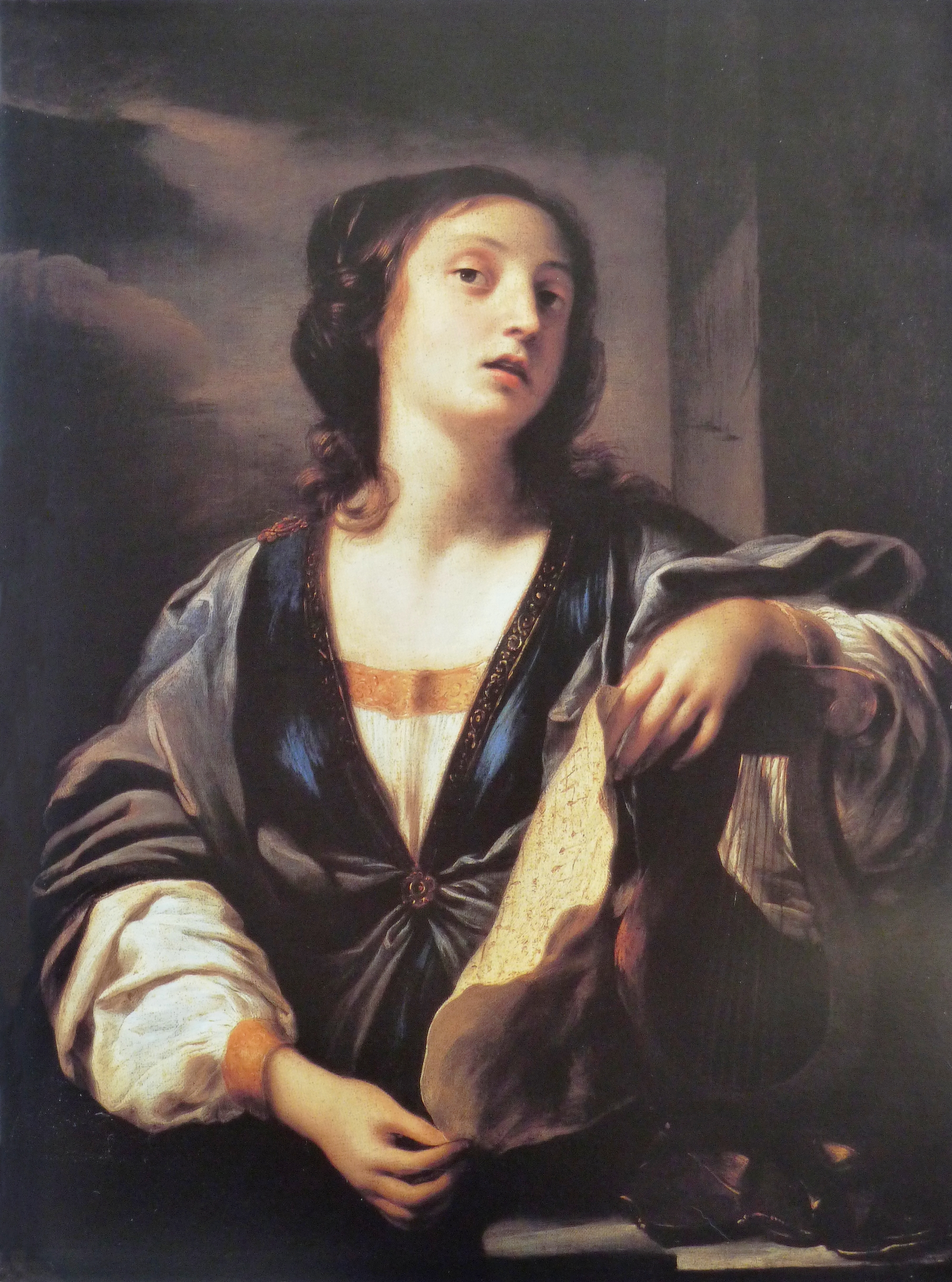
Allegorie van muziek
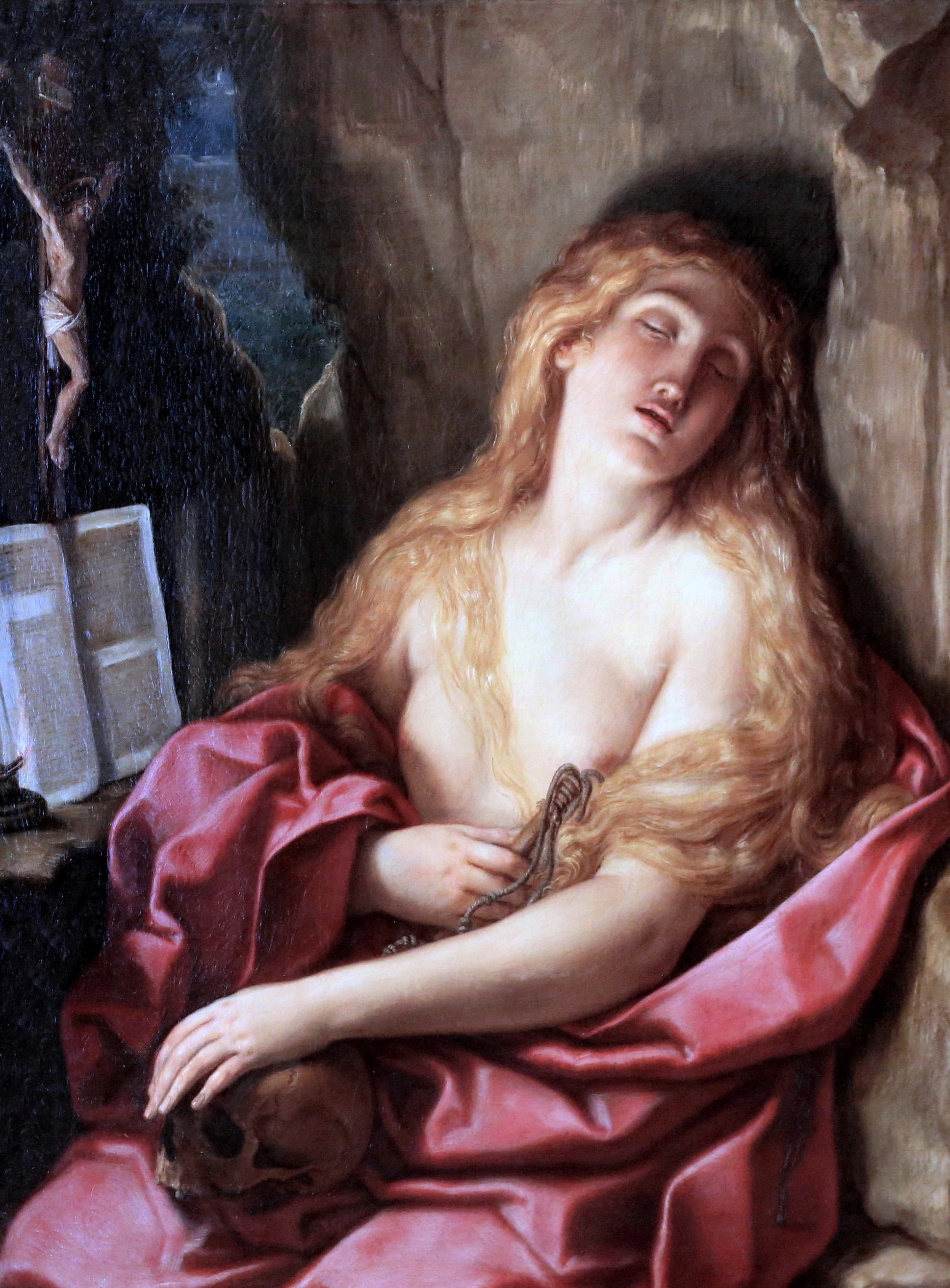
De boetevaardige Magdalena
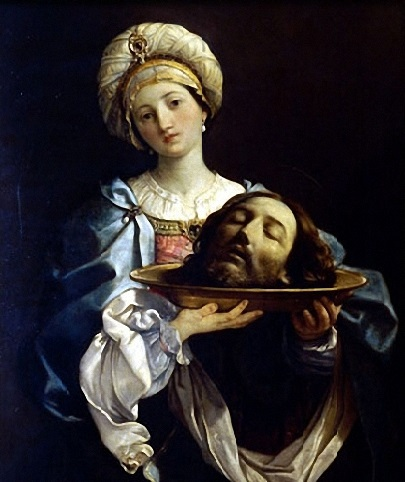
Herodias met het hoofd van Johannes de Doper